# Guadarrama (Gemeinde)
Guadarrama ist eine Stadt und eine Gemeinde (municipio) mit 17.062 Einwohnern (Stand: 2024) im Nordwesten der Autonomen Region Madrid (Spanien).

## Lage und Klima
Die Stadt liegt auf dem Westufer des Río Guadarrama in den südlichen Ausläufern der Sierra de Guadarrama ca. 50 km (Fahrtstrecke) nordwestlich von Madrid auf etwa 950 m Höhe. Das Klima im Winter ist kühl, im Sommer dagegen gemäßigt bis warm; Niederschläge – manchmal auch in Form von Schnee – (ca. 450 mm/Jahr) fallen überwiegend im Winterhalbjahr.

## Bevölkerungsentwicklung
| Jahr      | 1857  | 1900 | 1950  | 2000  | 2018   |
| Einwohner | 1.290 | 863  | 2.838 | 9.389 | 15.785 |

Der seit der Mitte des 20. Jahrhunderts zu verzeichnende enorme Bevölkerungsanstieg ist im Wesentlichen auf die günstige Lage (Nähe zum Großraum Madrid, Eisenbahn- und Autobahnanschluss etc.) und den zunehmenden innerspanischen Tourismus zurückzuführen.

## Wirtschaft

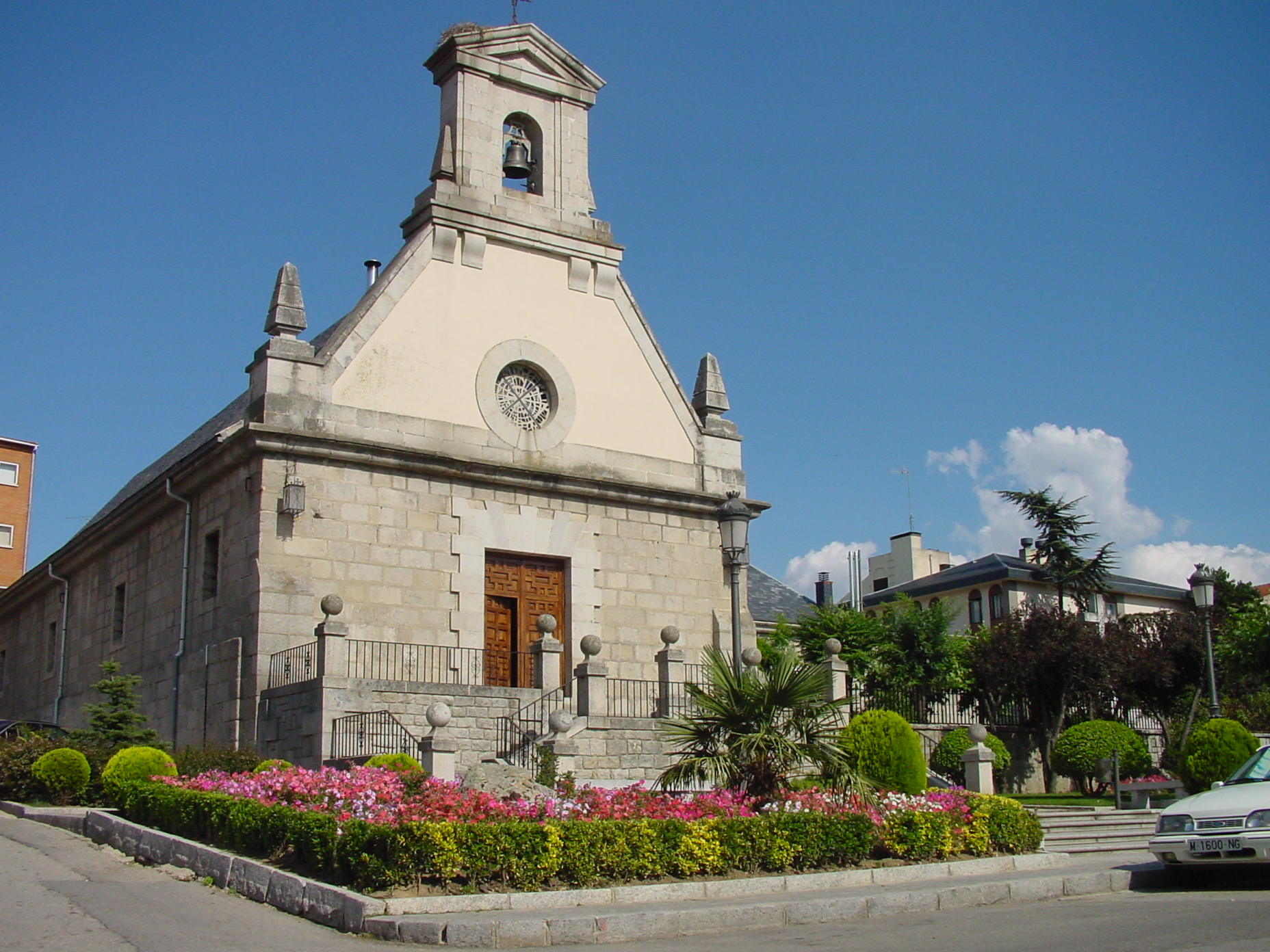
Iglesia de San Miguel Arcángel

In früheren Zeiten lebten die Bewohner der Region als Bergbauern und betrieben in der Hauptsache Viehzucht zur Milch-, Käse- und Fleischproduktion. Mit der Verbesserung der Verkehrsbedingungen (Eisenbahnanbindung, Autobusse) seit den 1850er Jahren und vor allem seit der Mitte des 20. Jahrhunderts ist der Ort als Luftkurort und Sommerfrische immer beliebter geworden.

## Geschichte
Keltische, römische, westgotische und selbst maurische Spuren sind nur in äußerst spärlicher Zahl vorhanden, doch alle Volksgruppen dürften das Tal des Río Guadarrama als Verbindungsweg über den knapp 1800 m hohen  Fuenfría-Pass zwischen den fruchtbaren Hochebenen (mesetas) zu beiden Seiten Sierra de Guadarrama genutzt haben; der Fluss- und Ortsname verweisen überdies auf einen arabisch-maurischen Ursprung (arabisch: wad-al-ramla = „trockenes Flussbett“). Das Gebiet wurde im 11./12. Jahrhundert von den Christen zurückerobert (reconquista); danach wurde es durch Neusiedler wiederbevölkert (repoblación). Im Jahr 1504 erhielt der Ort die Stadtrechte (villa).

## Sehenswürdigkeiten

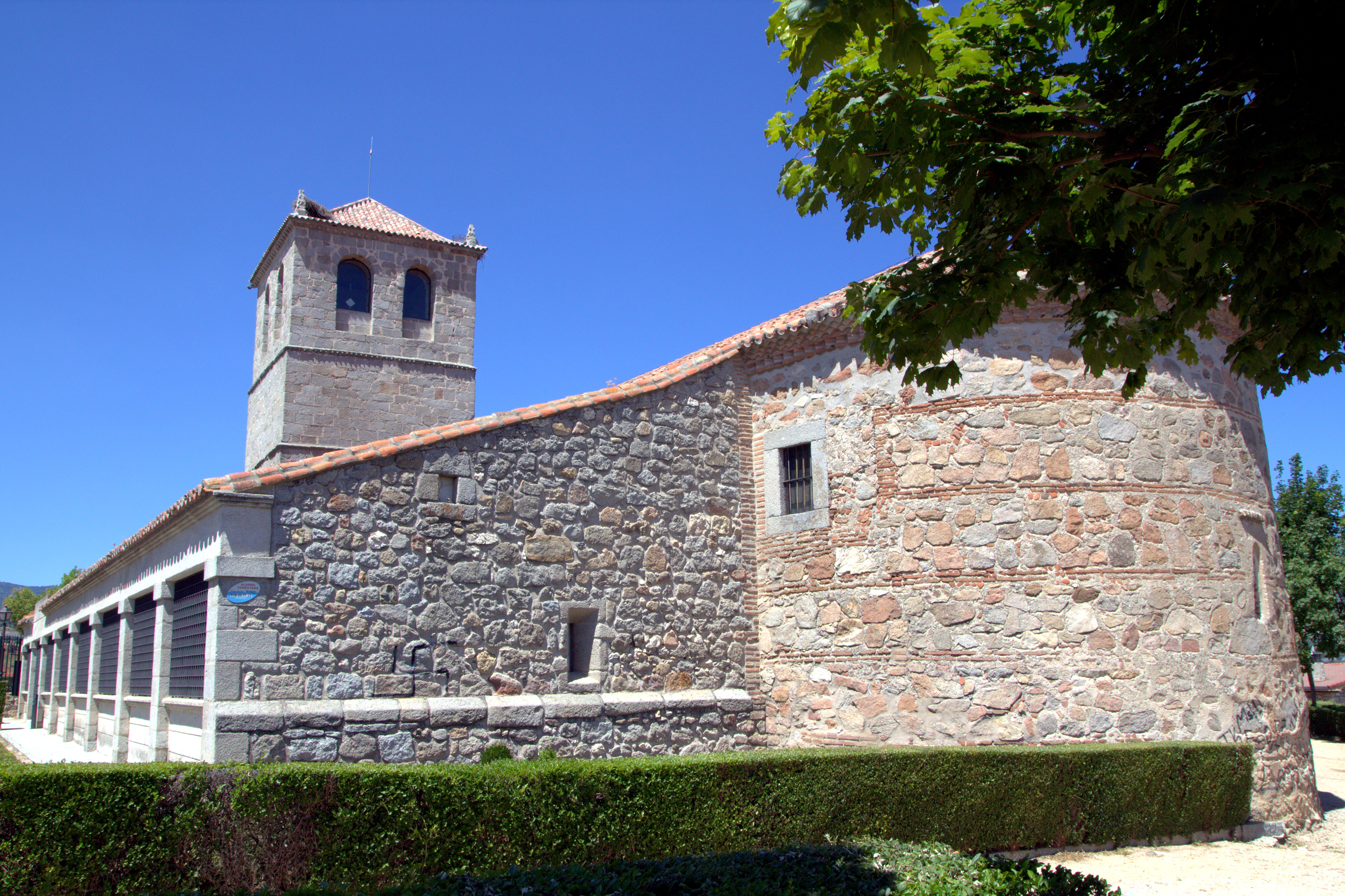
Kulturzentrum La Torre

- Zentrum der Stadt ist die halboktogonale Plaza Mayor, an welchem sich das Rathaus und die Hauptkirche befinden. Eine um die Mitte des 19. Jahrhunderts gepflanzte Ulme bildet den optischen Mittelpunkt.
- Die Iglesia de San Miguel Arcángel stammt aus dem 18. Jahrhundert. Der über einer abgerissenen Lager- oder Zehntscheune (posito) der Stadt Madrid erbaute eher schmucklose Bau besitzt einen einfachen Glockengiebel (espadaña).[6]
- Etwa 150 m entfernt steht der im Jahr 1785 unter Karl III. erbaute Brunnen Fuente Los Caños.
- Das Centro Cultural La Torre besteht aus dem Rest einer romanischen Kirche, die jedoch immer wieder verändert wurde und seit den 1970er Jahren als Kulturzentrum dient.
- Eine im 18. Jahrhundert unter Karl III. erbaute Brücke (Puente de Rosario) ermöglichte die gefahrlose Überquerung des Flusses.